# American Gold Eagle
Den Amerikanske Gold Eagle er en officiel guldmønt, udgivet af USA. Den blev vedtaget med loven "Gold Bullion Coin Act of 1985", og i 1986 blev den udgivet.

## Beskrivelse
Den amerikanske Gold Eagle bliver produceret i 1⁄10 oz, 1⁄4 oz, 1⁄2 oz. og 1 oz. Guldet skal ifølge loven fra 1985 stamme fra amerikanske miner. Mønten er legeret med en del sølv og kobber for at gøre mønten mere modstandsdygtig i forhold til guldmønter med et guldindhold på 99,9 eller 99,99 % (herunder den kinesiske Gold Panda og og den canadiske Gold Maple Leaf). De 91,67 % guld svarer til 22 karat.
De amerikanske guldmønter havde fra 1837 til 1985 et guldindhold på 90 %, men sammen med introduktionen af Gold Eagle blev det sat op til 22 karat. Det var den amerikanske Kongres, der vedtog ændringen.
Forsiden viser Augustus Saint Gauden's illustration af gudinden Liberty, hvor man kan se hele hendes krop med flagrende hår. Hun holder en fakkel i den højre hånd og en olivengren i den venstre. Det amerikanske Senats bygning, Capitol, kan ses i baggrunden. Bagsiden viser en hanørn, der er ved at lande i en rede med en olivengren mellem kløerne. Reden indeholder en hun og deres unger.

## Værdi
Den pris, som mønterne sælges for på verdensplan, er generelt lidt højere end guldværdien i mønten, og noget højere end den påmøntede værdi. The United States Mint, som udgiver mønterne, har også udgivet specialudgaver specielt til møntsamlere.

## Dimensioner
| Guldindhold | Diameter | Tykkelse | Samlet vægt | Påtrykt værdi |
| ----------- | -------- | -------- | ----------- | ------------- |
| 1⁄10 oz.    | 16,5 mm  | 1,26 mm  | 3,393 g     | 5 USD         |
| 1⁄4 oz.     | 22,0 mm  | 1,78 mm  | 8,483 g     | 10 USD        |
| 1⁄2 oz.     | 27,0 mm  | 2,15 mm  | 16,966 g    | 25 USD        |
| 1 oz.       | 32,7 mm  | 2,87 mm  | 33,931 g    | 50 USD        |

I perioden 1986-1991 blev Gold Eagle produceret med romertal. I 1992 skiftede U.S. Mint til arabertal.